# Aelle II di Northumbria
Ælla II, o Ælle (... – York, 21 marzo 867), fu re di Northumbria dal 21 novembre 866 al 21 marzo 867 dopo la deposizione del fratello Osbeorht di Northumbria, e ultimo sovrano indipendente della Northumbria.

## Biografia
Poche sono le informazioni su Ælle e il suo regno. In alcune fonti viene descritto come fratello di Osbeorht di Northumbria , a cui successe come Re di Northumbria dopo la sua deposizione, evento che viene tradizionalmente datato all'862 o all'863, ma che potrebbe essere spostato in avanti all'866. Nonostante la presunta parentela con il predecessore, Ælle venne spesso descritto come un re tirannico ed illegittimo .
Sul finire dell'866 la Grande armata danese marciò contro la Northumbria, conquistando York il 21 novembre. Secondo la Historia Regum Anglorum di Simeone di Durham Osberht e Ælle morirono il 21 marzo 867 in battaglia contro i vichinghi, che posero quindi sul trono Ecgberht di Northumbria come fantoccio.

## Nella letteratura
La Ragnarssona þáttr aggiunge altri dettagli leggendari alla narrazione che le fonti danno della conquista vichinga di York, come le figure del Re di Svezia e Danimarca Ragnarr Loðbrók e dei suoi figli Hvítserkr, Björn Ragnarsson (Fianco di Ferro), Sigurðr ormr í auga (Serpente nell'Occhio), Ivar Senz'Ossa e Ubbe. Secondo questo racconto Ragnar fu ucciso da Ælla e l'esercito che prese la città nell'866 era guidato dai figli di Ragnar, che così vendicarono la morte del padre.
Le prime fonti inglesi affermano che Ælla e Osberht morirono in battaglia. Nei racconti che narrano di questa vendetta, la figura dominante è Ivar, spesso associato col leader vichingo Ímar, fratello di Amlaíb Conung, che si trova negli annali irlandesi. Secondo la Cronaca anglosassone, alcuni anni dopo "Hingwar e Hubba" martirizzarono re Edmondo dell'Anglia orientale. Hubba viene indicato come leader dell'esercito in Northumbria da Abbo di Fleury e dalla Historia de Sancto Cuthberto. Simeone di Durham elenca i leader dell'esercito vichingo: "Halfdene, Inguar, Hubba, Beicsecg, Guthrun, Oscytell, Amund, Sidroc e altri duchi dallo stesso nome, Osbern, Frana e Harold". Lo storico normanno Goffredo Gaimar e Goffredo del Galles affermano che l'inglese "Bern" o "Buern" portò i Danesi in Inghilterra. Secondo Gaimar Buern lo fece per vendicare lo stupro della moglie da parte di Osberht.